# Х. Р. Гигер
Ханс Руди Гигер (5. фебруар 1940 - 12. мај 2014) је био швајцарски уметник познат по својом оригиналном стилу, приказивању односа људи и машина који су повезани у хладну биомеханичку везу. Гигер је био део тима који је освојио Оскар за најбољи визуелни дизајн за филм Ридлија Скота, Осми путник. 
Његов рад је приказан у Х. Р. Гигеровом музеју у Швајцарској. Гигеров стил је адаптиран за многе форме уметности, укључујући насловнице албума, тетоваже и намештај.

## Младост
Гигер је рођен 1940. у месту Хур, главном граду Граубинден, највећем и најисточнијем швајцарском кантону. Његов отац, фармацеут, на уметност је гледао као на „професију без хлеба“ и снажно га подстицао да уђе у фармацију. Преселио се у Цирих 1962. године, где је до 1970. године студирао архитектуру и индустријски дизајн на Школи примењених уметности.

## Каријера
Гигеров први успех се десио 1969. године, када је Х.Х. Кунц, један од директора за швајцарску прву компанију постера, објавио и дистрибуирао Гигерове постере.
Гигеров стил и тематска егзекуција су били веома утицајни. Био је део тима који је освојио Оскара за најбоље визуелне ефекте за филм Alien. Његов дизајн је био инспирисан сопственом сликом Necronom IV.  Његове књиге слика, посебно Necronomicon and Necronomicon II (1985) су постале међународно познате. Радио је насловнице за неколико музичара и бендова попут:  Danzig III: How The Gods Kill од Данзига, Brain Salad Surgery од Емерсона, Lake & Palmer, Attahk од Магме, Heartwork од Каркаса, To Mega Therion од Селтик Фроста, Eparistera Daimones и Melana Chasmata од Триптикона, KooKoo од Деборе Кери и Frankenchrist од Дед Кенедис.

## Стил
На почетку каријере је радио своје цртеже са мастилом, да би касније прешао на уље. У својој каријери је највише користио ербраш, правећи монотоне и надреалне слике. Радио је и са пастелом и маркерима.
Његова најдистинктивнија стилска иновација је била репрезентација људских тела и машина у хладном односу, ког је он називао "биомеханичким". На Гигера су утицали сликари Миодраг Ђурић-Дадо, Ернст Фукс и Салвадор Дали. Са Далијем га је упознао сликар Роберт Веноза. 

## Приватни живот
Гигер је био у вези са швајцарском глумицом Ли Тоблер, док није извршила самоубиство 1975. године. Гигер приказује њен лик у многим његовим сликама. Оженио се са Мијом Бонзаниго 1979. године, а развели се годину и по дана касније.
Гигер  је живео и радио у Цириху са својом другом женом, Кармен Мари Шејфел Гигер, која је тренутно директор Гигеровог музеја.
Гигер је умро 12. маја 2014. године у болници у Цириху, након што је претрпео повреде од пада. Од јула 2018. године, астероид 109712 Гигер дели његово презиме, у његову част.